# Саблин, Владимир Михайлович
Влади́мир Миха́йлович Са́блин (1872—1916) — русский издатель, переводчик, редактор.

## Биография
Родился 6 ноября (18 ноября по новому стилю) 1872 года в Москве в дворянской семье. Сын М. А. Саблина.
В 1896 году окончил медицинский факультет Юрьевского университета в Тарту, после чего уехал в Австрию. В качестве корреспондента выступал в Вене на страницах русской периодической печати.
В 1897 году вернулся в Москву и продолжил работу журналиста, стал знакомить читателей с образцами скандинавской литературы и драматургии. В. Саблин владел несколькими иностранными языками: немецким, французским, итальянским, шведским, переводил с датского. Немецкий язык он знал с детства благодаря своей матери, Александре Генриховне, урождённой Грейлих.
С 1898 году появились первые переводы В.Саблина (произведения Г. Зудермана, Г. Гауптмана, М. Метерлинка, Г. Ибсена). Пьесы в переводах Саблина составляли основу репертуара театра Ф. А. Корша (в 1898—1903 годы и шли на сцене Художественного театра.
В 1901 году основал в Москве «Книгоиздательство В. М. Саблина», которое вместе с книжным магазином располагалось на Петровке, 26. Специализировался на выпуске художественной литературы, трудов по истории освободительного движения в России («Декабристы и тайные общества в России» (1906), сочинения А. Н. Радищева, А. И. Герцена, А.Бебеля и др.), а также детской литературы.
В период революционных событий 1905 года, будучи медиком по образованию, Саблин оказывал врачебную помощь раненным во время уличных боёв в Москве. После этих событий его издательство выпустило ряд работ классиков революционного движения и также продолжало издавать литературу по педагогике, искусствоведению, литературоведению, медицине, учебные пособия и словари.
В 1905 году Саблин начал издание ежедневной газеты «Жизнь», которая была запрещена цензурой и несколько раз меняла своё название («Путь», «Жизнь и свобода», «Парус»), но была закрыта.
В 1913 году тяжело заболевший В. М. Саблин продал своё дело книготорговому товариществу «Культура» и закрыл собственное издательство, оставив за собой лишь типографию, которая была национализирована после Октябрьской революции.
Жил в Москве в Большом Власьевском переулке, на Новинском бульваре, на Петровке, 26.
В 1910 году семья Саблиных купила имение в деревне Уварово. Хозяйство было практически образцовым, а конный завод Тамары Васильевны Саблиной, страстной лошадницы, был занесен в российские каталоги.
Умер 21 апреля (4 мая по новому стилю) 1916 года в Москве в Солдатенковской больнице. Похоронен на Ваганьковском кладбище; могила утрачена.

## Семья
Был женат на Варваре Фёдоровне Корш (1877—1957), дочери адвоката и театрального деятеля Федора Адамовича Корша. После их развода дети жили в семье отца.
Дети:
- Георгий (Юрий)
- Игорь (1898—1979)[5][6], журналист, переводчик.
- Владимир

В 1902 году женился на падчерице адвоката Плевако Ф. Н. — Демидовой Тамаре Васильевне (1880—1960), сестре А. В. Демидова.
Дети:
- Наталья (в замуж. Алексеева; 1906—1979).
- Татьяна (1909—1933, трагически погибла)
- Всеволод (1913—1952)[7][8], писатель, член Союза писателей СССР. Его сын — Андрей Всеволодович Саблин (род. 1940), историк, кандидат наук[9]. Работал в Главной редакции литературно-драматических программ, в Гостелерадиофонде. С 2000 года — действительный член Союза потомков Российского дворянства.